# Steffen Detterbeck
Steffen Detterbeck (* 26. April 1956 in Traunreut) ist Professor für Staats- und Verwaltungsrecht an der Philipps-Universität Marburg und Richter am Hessischen Staatsgerichtshof.
Er wurde 1989 an der Universität Passau mit der Dissertation Zum präventiven Rechtsschutz gegen ultra-vires-Handlungen öffentlich-rechtlicher Zwangsverbände promoviert. 1993 folgte dort seine Habilitation unter Betreuung von Herbert Bethge mit der Arbeit Streitgegenstand und Entscheidungswirkungen im öffentlichen Recht. Seit Oktober 1994 hat er eine Professur für Staats- und Verwaltungsrecht in Marburg. Sein besonderes Interesse gilt dem Staatshaftungs- sowie dem Verwaltungs- und Verfassungsprozessrecht und dem Handwerksrecht als Teilgebieten des Allgemeinen und Besonderen Verwaltungsrechts. Seit 1998 ist er Gastdozent für Staats- und Verfassungsrecht sowie für  Recht der Europäischen Union an der Bundesakademie für öffentliche Verwaltung in Brühl. Seit 2004 ist er Richter am Hessischen Staatsgerichtshof.
Im September 2019 gehörte er zu den etwa 100 Staatsrechtslehrern, die sich mit dem offenen Aufruf zum Wahlrecht Verkleinert den Bundestag! an den Deutschen Bundestag wandten.

## Mitgliedschaften
- Seit 2021 ist er Mitglied des 2020 gegründeten Netzwerks Wissenschaftsfreiheit.[4]

## Schriften
- Allgemeines Verwaltungsrecht: mit Verwaltungsprozessrecht, 18. Aufl., München: Beck, 2020.
- Öffentliches Recht: ein Basislehrbuch zum Staatsrecht, Verwaltungsrecht und Europarecht mit Übungsfällen, 9. Aufl., München: Vahlen, 2013
- Öffentliches Recht im Nebenfach, 3. Aufl., München: Vahlen, 2012
- Basistexte öffentliches Recht: Textausgabe ; [Staatsrecht, Verwaltungsrecht, Europarecht] / mit Sachreg. und einer Einf. von Steffen Detterbeck, Sonderausg., 12. Aufl., Stand: 1. August 2010, München: Dt. Taschenbuch-Verl. (C.H.Beck)
- Recht als Medium der Staatlichkeit: Festschrift für Herbert Bethge zum 70. Geburtstag (Herausgeber), Berlin: Duncker & Humblot, 2009
- Handwerksordnung: Kommentar, 4. Aufl., München: Vahlen, 2008
- Öffentliches Recht für Wirtschaftswissenschaftler: Staatsrecht, Verwaltungsrecht, Europarecht ; mit Übungsfällen, 5., überarb. und erw. Aufl., München: Vahlen, 2006
- Die Handwerksinnungen in der staatlichen dualen Ordnung des Handwerks: zur Frage einer Innungspflichtmitgliedschaft und eines Kammerbeitrags-Bonussystems für Innungsmitglieder (zusammen mit Martin Will), Frankfurt am Main; Berlin; Bern; Bruxelles; New York; Oxford; Wien: Lang, 2003
- Staatshaftungsrecht (zusammen mit Kay Windthorst und Hans-Dieter Sproll), München: Beck, 2000
- Streitgegenstand und Entscheidungswirkungen im öffentlichen Recht: Grundlagen des Verfahrens vor den allgemeinen Verwaltungsgerichten und vor dem Bundesverfassungsgericht, Tübingen: Mohr, 1995
- Zum präventiven Rechtsschutz gegen ultra-vires-Handlungen öffentlich-rechtlicher Zwangsverbände: unter besonderer Berücksichtigung der Finanzierung sozial indizierter Schwangerschaftsabbrüche durch die gesetzliche Krankenversicherung, Frankfurt am Main; Bern; New York; Paris: Lang, 1990
- Das Recht des Handwerks: Kommentar zur Handwerksordnung nebst anderen für das Handwerksrecht bedeutsamen Rechtsvorschriften und Bestimmungen (zusammen mit Hans-Joachim Musielak), München: Vahlen